# Oluf Kristensen
Oluf Georg Kristensen (født 11. november 1888 i Sundbyøster, død 15. december 1982) var en dansk handelsgartner.

## Familie og opvækst
Oluf Kristensen var søn af handelsgartner Mathias Peter Christensen og hustru Oline Hansigne (født Hansen) fra København. Han var storebror til Axel Kristensen. Han tog eksamen på Borgerdydskolen i Helgolandsgade. Som 15-årig fik han Præliminæreksamen og fik efterfølgende en kontorplads. Efter et år kom han i lære hjemme i sin fars gartneri og tog Handelseksamen.

## Kastrupgaard og Ny Kastrupgaard
I 1899 købte hans far Ny Kastrupgaard, som lå på hjørnet af Gammel Kirkevej og Blåklokkevej i Tårnby. I 1915 overtog Oluf og hans lillebror Otto driften af Ny Kastrupgaard. Året efter købte deres far Kastrupgaard med tilhørende 66 tønder land, som Otto overtog.
I 1957 solgte Otto Kastrupgaard til Tårnby Kommune, hvorefter der blev indrettet bibliotek i bygningerne. I 1978 åbnede Kastrupgårdsamlingen i nordfløjen af Kastrupgaard.
Ny Kastrupgaard blev revet ned i 2017.

## Produktion og byggeri
Oluf Kristensen købte sidenhen flere gårde. I 1939 ejede han fire tønder land i drivhuse ud af et samlet areal på 89 tønder land.
Han fik opført en række bygninger i området og administrerede omtrent 150 lejligheder i 1940.

### Jordbærstrejken i 1942
I 1942 strejkede arbejderne i forbindelse med jordbærhøsten, hvilket også blev nævnt i pressen. Finansminister H.C. Hansen mødtes med Oluf Kristensen, og ved udsigten til uønsket uro under besættelsen af Danmark indkaldte landbrugsminister Kristen Bording til møde med blandt andet et medlem fra De Samvirkende Fagforbund, hvilket resulterede i, at strejken blev ophævet uden at lønninger og arbejdstider blev ændret. Oluf og nabogartnere forpligtede sig til at holde dette som en bindende overenskomst.

## Øvrige aktiviteter
Oluf Kristensen sad i Tårnby Sogneråd fra 1925 til 1937 og fra 1946 til 1950. Han var præsident for Amager Rotary Klub i 1940 og var medlem af Amagerbankens Repræsentantskab.
I 1951 skænkede han en grund, som Korsvejskirken kunne blive opført på.

## Privatliv
Oluf Kristensen var gift med Inga Kristensen (født Børsen) fra 1915 til hendes død i 1939. I 1941 blev han gift med Else Kristensen (født Thaarup). Han fik otte børn i første ægteskab og to børn i andet ægteskab.

## Eksterne kilder og henvisninger
- Tårnby Kommunebiblioteker: Oluf Kristensen - en gartner Arkiveret 23. maj 2022 hos  Wayback Machine